# Cliffortia triloba
Cliffortia triloba är en rosväxtart som beskrevs av William Henry Harvey. Cliffortia triloba ingår i släktet Cliffortia och familjen rosväxter. Inga underarter finns listade i Catalogue of Life.